# Тільки не в губи
«Тільки не в губи» (фр. Pas sur la bouche) — музична комедія режисера Алена Рене. Франція — Швейцарія, 2003 р.

## Сюжет
Чарівній світській дамі Жильбер Валандрей успішно вдається приховувати від свого владного чоловіка-промисловця Жоржа, що, будучи в Америці, вона встигла заручитися з бізнесменом Еріком. Безтурботно фліртуючи й розважаючись, Жильбер впевнена, що скандальна таємниця, відома лише її неодруженій сестрі Арлетт, ніколи не розкриється. І раптом трапляється неймовірне — Ерік приїжджає в Париж, щоб вести справи з її чоловіком! Намагаючись у паніці запобігти катастрофі, Жильбер мусить терміново знайти вихід з цієї божевільної ситуації…

## В ролях
| Актор(ка)         |   | Роль                                    |
| ----------------- | - | --------------------------------------- |
| Сабіна Азема      | … | Жильберт Валандрі                       |
| Ізабель Нанті     | … | Арлетт, сестра Жильберт                 |
| Одрі Тоту         | … | Угет Вербері                            |
| П'єр Ардіті       | … | Жорж Валандрі (другий чоловік Жильберт) |
| Даррі Коул        | … | мадам Фоін                              |
| Жаліль Леспер     | … | Шарлі                                   |
| Даніель Прево     | … | Фарадей                                 |
| Ламбер Вільсон    | … | Ерік Томсон (перший чоловік Жильберт)   |
| Беранжер Алло     | … | молода дівчина                          |
| Франсуаза Гіллард | … | молода дівчина                          |
| Андре Дюссольє    | … | (в титрах не вказаний)                  |